# Championnat national des bagadoù 2013
Le championnat national des bagadoù 2013 est la 64e édition de ces rencontres annuelles de musique bretonne. La fédération Bodadeg ar sonerion organise tous les ans depuis 1949 un championnat regroupant les bagadoù adhérents à la fédération.

## Préparation de la compétition

Répartition des différents terroirs pour 2013 :
Première catégorie
Seconde et quatrième catégories
Troisième catégorie

La Bodadeg ar Sonerien (BAS) qui gère la compétition annonce au début de cette édition compter à peu près 10 000 sonneurs répartis dans 140 bagadoù.

## Première catégorie

### Préparation
Au total 15 groupes participent aux épreuves de première catégorie, dont sept venant du seul département du Finistère, et cinq venant de celui du Morbihan. Le tenant du titre, le bagad Kemper, a conservé lors de l'édition précédente son titre de 2011, avec pour dauphin le bagad Cap Caval pour la seconde année consécutive. Ces deux ensembles sont les deux principaux prétendants au titre, de même que la Kevrenn Alré qui après trois ans dans le trio de tête vise une performance au moins équivalente. Le Bagad Brieg, qui après avoir connu quelques années de crise et est parvenu à remonter sur le podium lors de l'épreuve de Lorient de l'édition précédente, apparaît comme un potentiel outsider.
Contrairement à l'année précédente, aucun groupe n'a décidé de prendre d'année sabbatique, ce que permet le règlement une fois tous les trois ans. En plus du Bagad Saint-Nazaire qui revient d'une telle année de pause, la première catégorie enregistre l'arrivée de deux promus, le Bagad Plougastell qui revient en première catégorie après être descendu dans la catégorie inférieure lors du championnat précédent et qui vise une place dans les dix premiers, ainsi que le Bagad Elven qui évolue pour la première fois dans cette catégorie et qui ne manifestait pas de prétentions de maintien dans un premier temps avant de finalement se raviser.
Certains groupes abordent cette nouvelle saison dans des dispositions particulières. Le Bagad Bro Kemperle change ainsi de président et de penn-soner après une décevante 10e place en 2012,, de même que la Kerlenn Pondi qui enregistre elle aussi l'arrivée d'un nouveau penn-soner

### Épreuve de février à Brest
La première épreuve est comme les années précédentes une épreuve avec un terroir fixé. Après le terroir de centre-Bretagne lors de l'édition précédente, c'est au tour du terroir gallo-vannetais d'être sélectionné, soit un territoire allant de Redon à Guérande à Ploërmel. Les airs de ce terroirs ont été collectés notamment via des festivals comme celui de Batz-sur-Mer ou lors de la Bogue d'or de Redon. Par ailleurs chaque suite doit comporter 50 % de danses au minimum. Le concours a lieu dans la salle du Quartz à Brest le 24 février 2013, et le 15 bagadoù concourant comptent chacun en moyenne 48 sonneurs. Cette manche est de plus retransmise sur internet par la chaine de télévision France 3 Bretagne qui enregistre 50 000 connexions sur son site.
À l'issue de cette première épreuve, la Kevrenn Alre remporte à l'unanimité le « prix terroir » et est annoncé dans un premier temps comme vainqueur de la manche, avant que dès le lendemain de l'épreuve et à la suite d'un recomptage des points la Bodadeg ar Sonerion désigne le bagad Cap Caval comme ayant remporté la manche. Trois groupes se tiennent en 0,04 points à l'issue de cette manche, et peuvent prétendre au titre : Kemper, Cap Caval, Alre.
Une semaine après le concours, une rencontre amicale a eu lieu à Plomeur (Finistère), à l'initiative du bagad Cap Caval, avec les représentants de la Kevrenn Alre, de Bodadeg Ar Sonerion et devant les journalistes, afin de procéder à l'échange des coupes, permettant ainsi d'officialiser la victoire du bagad Cap Caval.
En milieu de tableau, Melinerion qui visait une place dans la première moitié de la catégorie finit à une 9e place jugée décevante par le groupe, et le promu Elven décroche une 11e place jugée elle positive. En bas de tableau, le promu Plougastell ferme la marche, précédés par Kemperle et le Bagad Sonerien Bro Dreger qui le devancent de moins d'un demi point.

### Épreuve d’août à Lorient

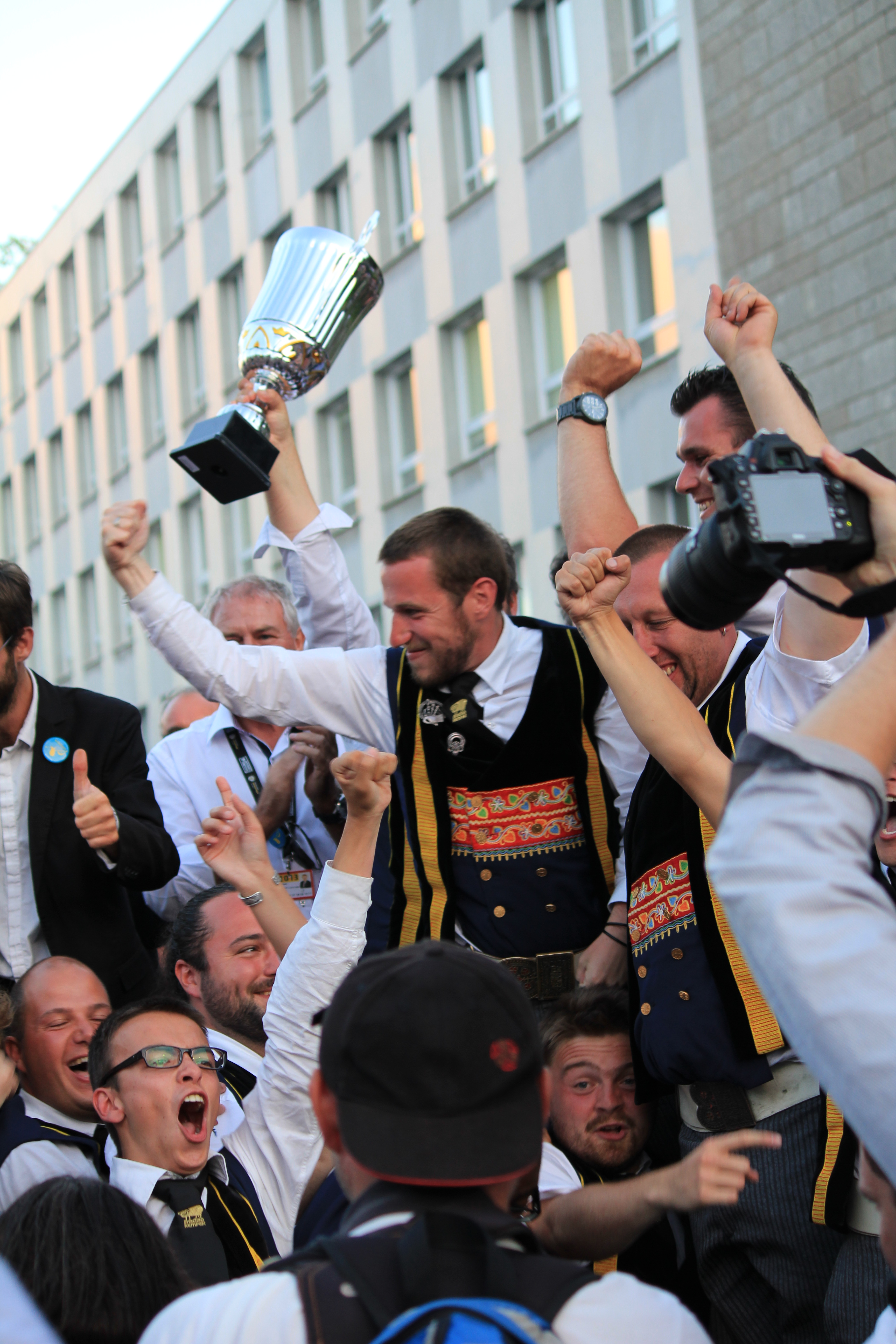
Le bagad Kemper recevant le trophée de vainqueur de l'édition 2013.

### Résultats
|      | Groupe                    | Classement 2012 | Concours de printemps | Concours de printemps | Concours de printemps | Concours d'été | Concours d'été | Concours d'été | Moyenne générale | Classement final |
| ---- | ------------------------- | --------------- | --------------------- | --------------------- | --------------------- | -------------- | -------------- | -------------- | ---------------- | ---------------- |
| Note | Groupe                    | Classement 2012 | Pénalité              | Rang                  | Note                  | Pénalité       | Rang           |                | Moyenne générale | Classement final |
| 1    | Bagad Kemper              | 1er             | 17,09                 | -                     | 3                     | 17,00          | -              | 1              | 17,05            | 1                |
| 2    | Bagad Cap Caval           | 2e              | 17,14                 | -                     | 1                     | 16,72          | -              | 2              | 16,93            | 2                |
| 3    | Kevrenn Alre              | 3e              | 17,131                | -                     | 2                     | 16,02          | -              | 3              | 16,58            | 3                |
| 4    | Bagad Roñsed-Mor          | 6e              | 16,203                | -                     | 4                     | 15,80          | -              | 4              | 15,98            | 4                |
| 5    | Bagad Melinerion          | 8e              | 14,607                | -                     | 9                     | 15,62          | -              | 5              | 15,11            | 5                |
| 7    | Kerlenn Pondi             | 7e              | 15,331                | -                     | 6                     | 14,81          | -              | 7              | 15,04            | 6                |
| 9    | Bagad Brieg               | 4e              | 15,62                 | -                     | 5                     | 14,45          | -              | 9              | 15,03            | 7                |
| 6    | Bagad Quic-en-Groigne     | 12e             | 14,693                | -                     | 8                     | 15,10          | -              | 6              | 14,86            | 8                |
| 8    | Bagad Elven               | 2e (2de)        | 14,33                 | -                     | 11                    | 14,70          | -              | 8              | 14,51            | 9                |
| 12   | Bagad Penhars             | 9e              | 14,734                | -                     | 7                     | 13,93          | -              | 12             | 14,32            | 10               |
| 13   | Bagad ar Meilhoù Glaz     | 5e              | 14,70                 | -                     | 12                    | 13,78          | -              | 13             | 14,02            | 11               |
| 10   | Bagad Bro Kemperle        | 10e             | 13,58                 | -                     | 14                    | 14,38          | -              | 10             | 13,98            | 12               |
| 14   | Bagad Saint-Nazaire       | AS              | 14,26                 | -                     | 10                    | 13,59          | -              | 14             | 13,97            | 13               |
| 11   | Bagad Plougastell         | 1re (2de)       | 13,28                 | -                     | 15                    | 14,06          | -              | 11             | 13,67            | 14               |
| 15   | Bagad Sonerien Bro Dreger | 11e             | 13,641                | -                     | 13                    | 12,45          | -              | 15             | 13,03            | 15               |

Légende

## Deuxième catégorie

### Préparation
Le championnat de deuxième catégorie se déroule le 17 mars 2013 à Vannes. Il enregistre le retour du Bagad Beuzeg ar C'hab et du Bagad Sonerien An Oriant après une année en première catégorie et l'arrivée du Bagad Blouarzel, promu en troisième catégorie en 2011, et du Bagad Sonerien Bro Montroulez en provenance de troisième catégorie.
De nombreux groupes groupes ne participent pas au concours, ce qui peut laisser augurer un championnat faussé en fin de classement. En effet, ce sont des groupes arrivés en 4e, 10e, 12e et 13e position en 2012 qui ne participent pas cette année au Championnat.
Le Bagad Karaez, 4e l'année passée, l'annonce en septembre 2012, car il est occupé par la promotion de son album réalisé avec DJ Zebra.
Le Bagad Sant-Ewan Bubri, 12e à la suite du championnat de 2012, annonce lui en novembre 2012 sa non-participation à cette édition du championnat.
Le Bagad Gwengamp, alors 9e, annonce qu'il ne participera pas au championnat cette année car "Un musicien s'est cassé le doigt, une autre est en congé maternité, d'autres encore partent au ski…".
Enfin, le Bagad Kadoudal de Vern-sur-Seiche, qui aurait pourtant dû être relégué en 3e catégorie à la suite de son classement du championnat 2012 (13e sur 14 groupes comme le stipule le règlement du championnat) fait toujours partie de la deuxième catégorie, mais ne participe pas non plus au concours de 2013.

### Épreuve de mars à Vannes
Lors de cette édition, le terroir imposé pour la catégorie est le terroir du sud de la Haute-Bretagne. On peut notamment y retrouver des airs des pays de Nantes et de Châteaubriant. Ce terroir étant souvent étranger aux répertoires des groupes concourant, beaucoup d'entre eux ont dû avoir recours à des stages sur les danses de ces pays. Le concours a lieu au Palais des Arts de Vannes le 17 mars 2013.
Au classement de ce premier concours annuel, on peut retenir la bonne performance du Bagad Pañvrid, qui se classe 2e avec une note très proche de celle du Bagad Beuzeg ar C'hab (1er) et devant le Bagad Sonerien An Oriant, qui évoluaient tous deux en première catégorie la saison précédente. Cela fait du groupe de Pommerit-le-Vicomte un très sérieux candidat à la montée en première catégorie.
Il faut aussi noter la très belle place du Bagad Sonerien Bro Montroulez, tout juste promu dans la catégorie et qui se classe en 4e position de cette manche.
En bas de tableau, le Bagad Bro Felger de Fougères et le Bagad Blouarzel de Ploërmel ferment le classement et sont donc menacés de descendre en catégorie inférieure.
- Première manche

### Résultats
|      | Groupe                        | Classement 2012 | Concours de printemps | Concours de printemps | Concours de printemps | Concours d'été | Concours d'été | Concours d'été | Moyenne générale | Classement final |
| ---- | ----------------------------- | --------------- | --------------------- | --------------------- | --------------------- | -------------- | -------------- | -------------- | ---------------- | ---------------- |
| Note | Groupe                        | Classement 2012 | Pénalité              | Rang                  | Note                  | Pénalité       | Rang           |                | Moyenne générale | Classement final |
| 1    | Bagad Pañvrid                 | 7e              | 16,98                 |                       | 2                     | 16,69          |                | 2              | 16,83            | 1                |
| 2    | Bagad Sonerien An Oriant      | 14e             | 16,52                 |                       | 3                     | 16,99          |                | 1              | 16,75            | 2                |
| 3    | Bagad Beuzeg ar C'hab         | 13e             | 17,07                 |                       | 1                     | 15,13          |                | 5              | 16,10            | 3                |
| 4    | Bagad de Cesson-Sévigné       | 3e              | 14,46                 |                       | 7                     | 16,48          |                | 3              | 15,47            | 4                |
| 5    | Bagad Glaziked Pouldregad     | 5e              | 14,18                 |                       | 8                     | 15,44          |                | 4              | 14,81            | 5                |
| 6    | Bagad Bro Landerne            | 8e              | 14,94                 |                       | 5                     | 13,35          |                | 7              | 14,14            | 6                |
| 7    | Bagad Sonerien Bro Montroulez | 4e              | 15,15                 |                       | 4                     | 12,57          | 0,50           | 8              | 13,86            | 7                |
| 8    | Bagad Landi                   | 6e              | 14,79                 |                       | 6                     | 12,30          |                | 10             | 13,55            | 8                |
| 9    | Bagad Bro Felger              | 9e              | 12,37                 |                       | 10                    | 14,11          |                | 6              | 13,24            | 9                |
| 10   | Bagad Keriz                   | 11e             | 13,38                 |                       | 9                     | 12,48          |                | 9              | 12,93            | 10               |
| 11   | Bagad Blouarzel               | 3e              | 11,83                 |                       | 11                    | 11,53          |                | 11             | 11,68            | 11               |

## Troisième catégorie

### Préparation
Le Bagad Konk Kerne promu de l'année passé auparavant par la deuxième catégorie annonce ne pas viser la remontée dans cette catégorie lors de cette édition.
Le bagad Nozeganed était inscrit sur la liste des participants au concours de 3e catégorie, mais il n'a pas pu concourir. En effet, étant donné qu'en 2012 le bagad n'était pas présent à la seconde épreuve, le bagad s'est retrouvé non classé deux années de suite. Son absence au championnat des bagadoù en 2012 et 2013 peut être assimilée à deux années sabbatiques. Il a donc été, comme le stipule le règlement, rétrogradé à la catégorie inférieure, soit en 4e catégorie en 2014.

### Seconde manche en juillet à Quimper

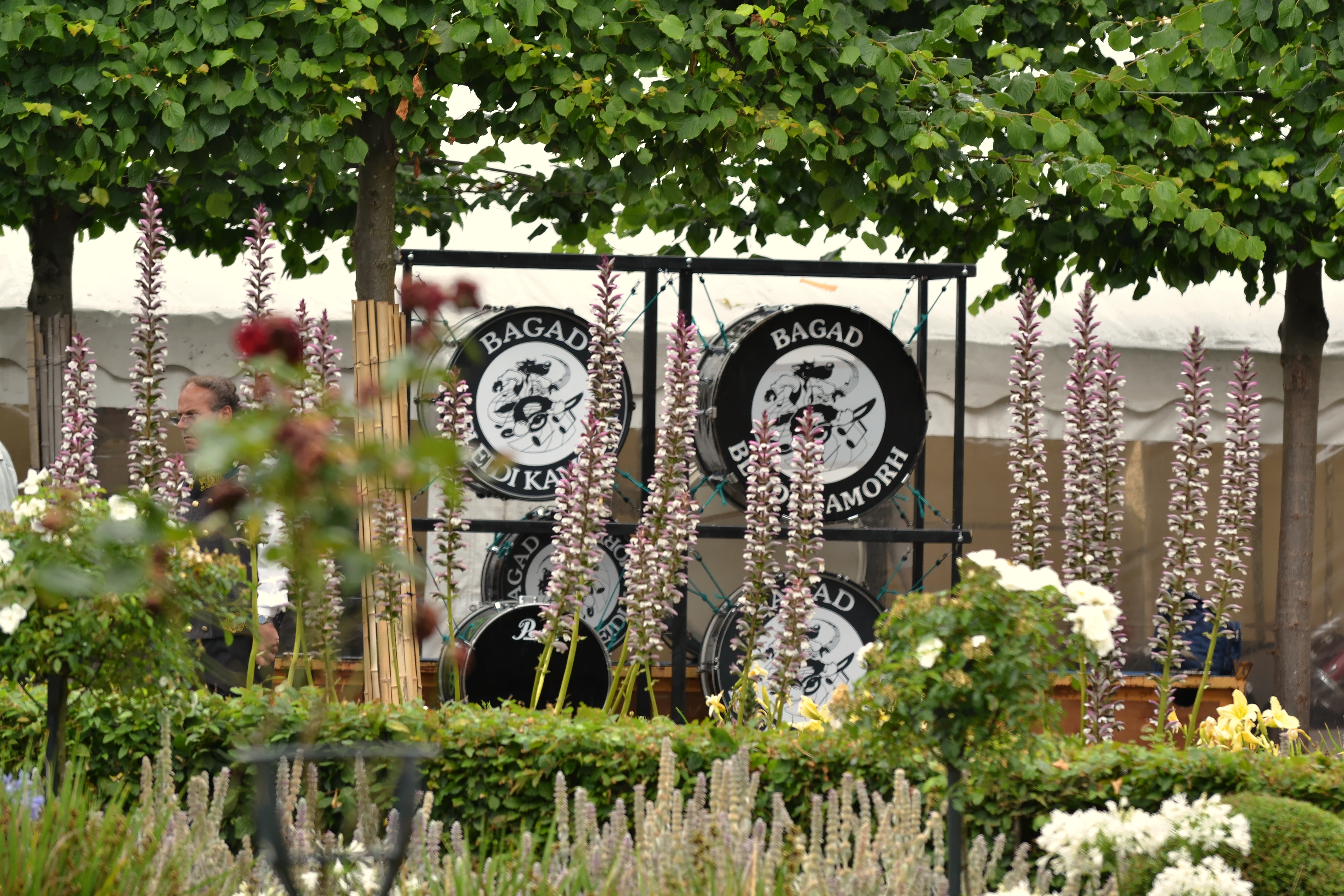
Les bagadoù au jardin de l'ancien couvent des Ursulines
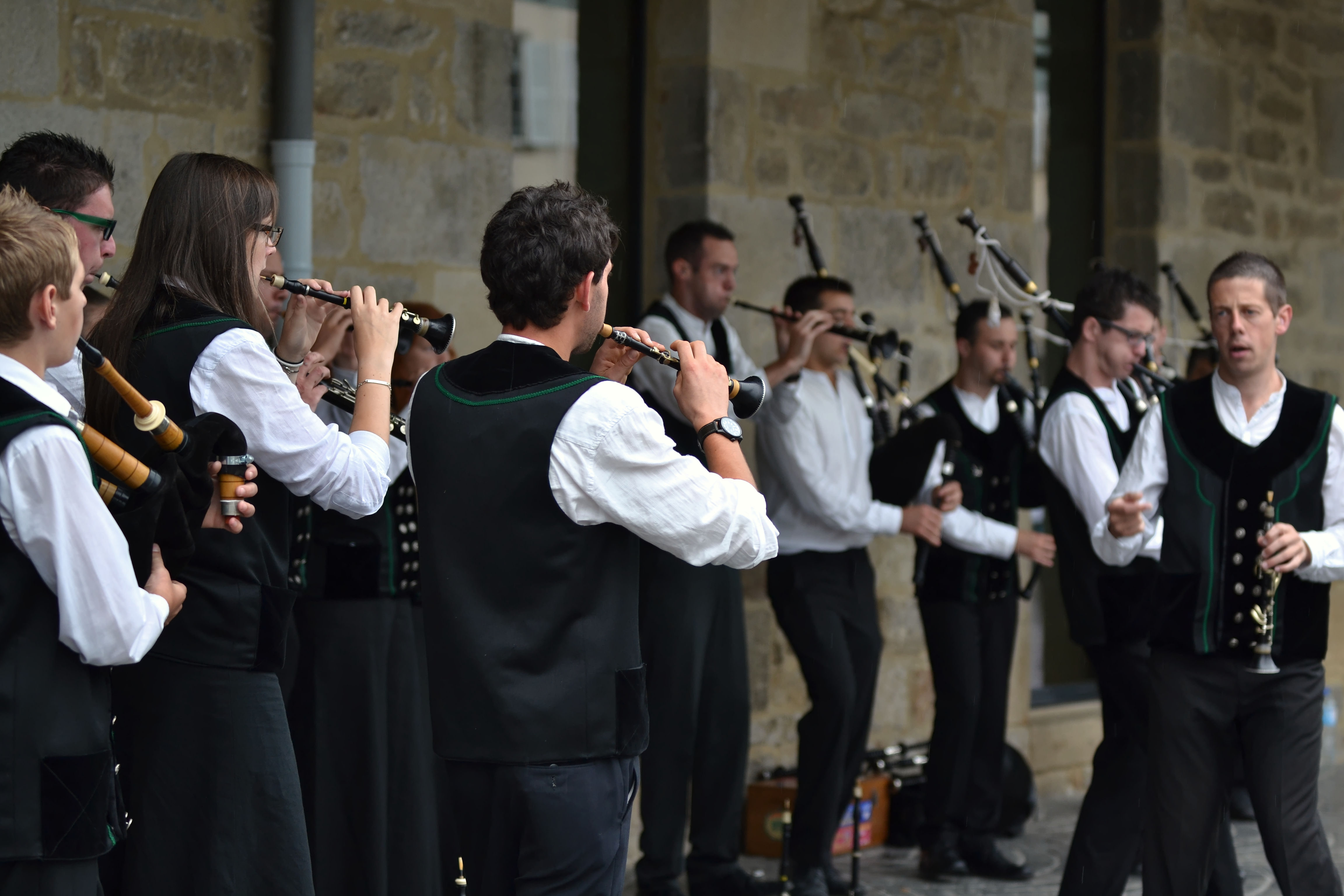
Répétition du bagad Bleidi Kamorh avant son passage
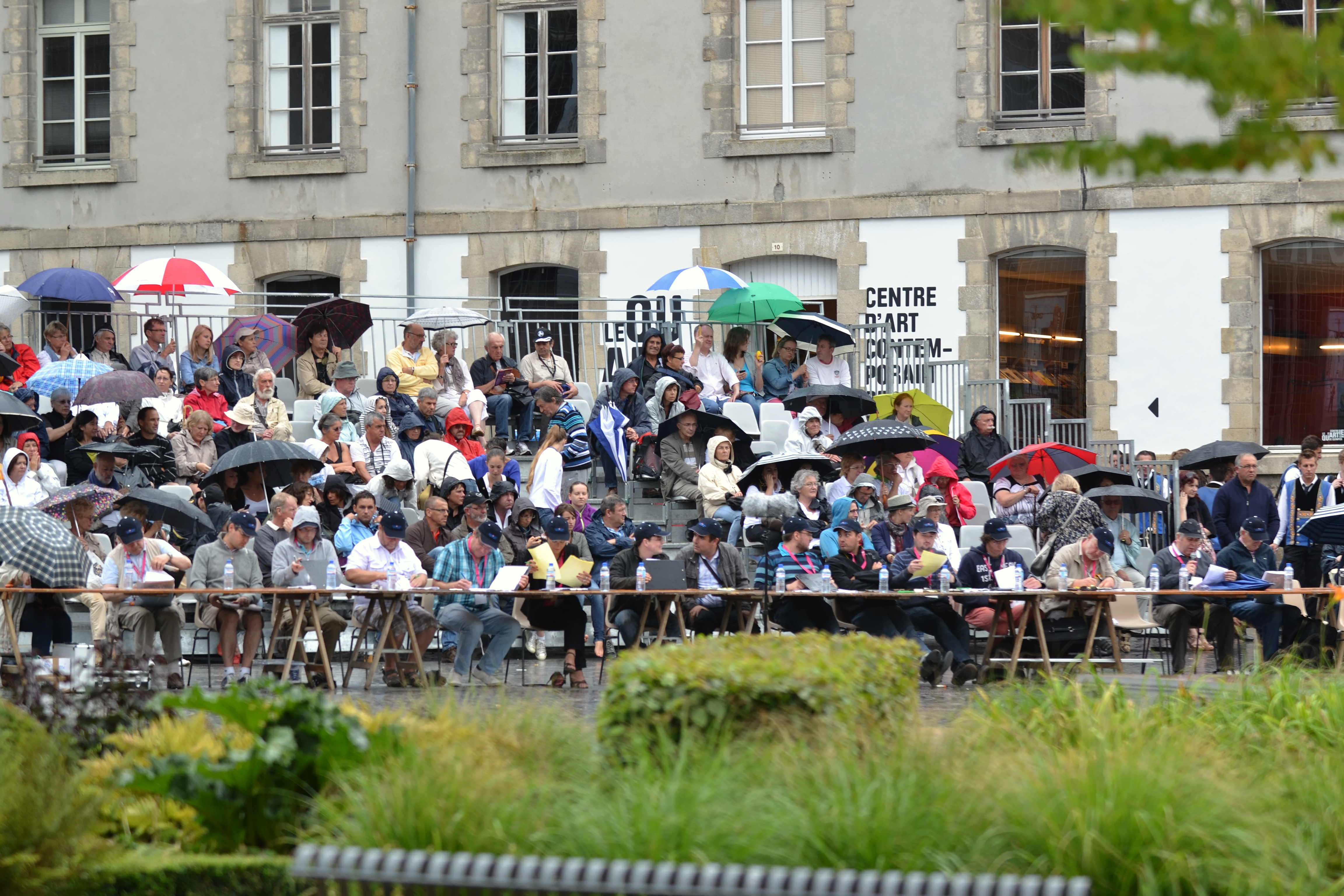
Le public et le jury sous une averse de pluie
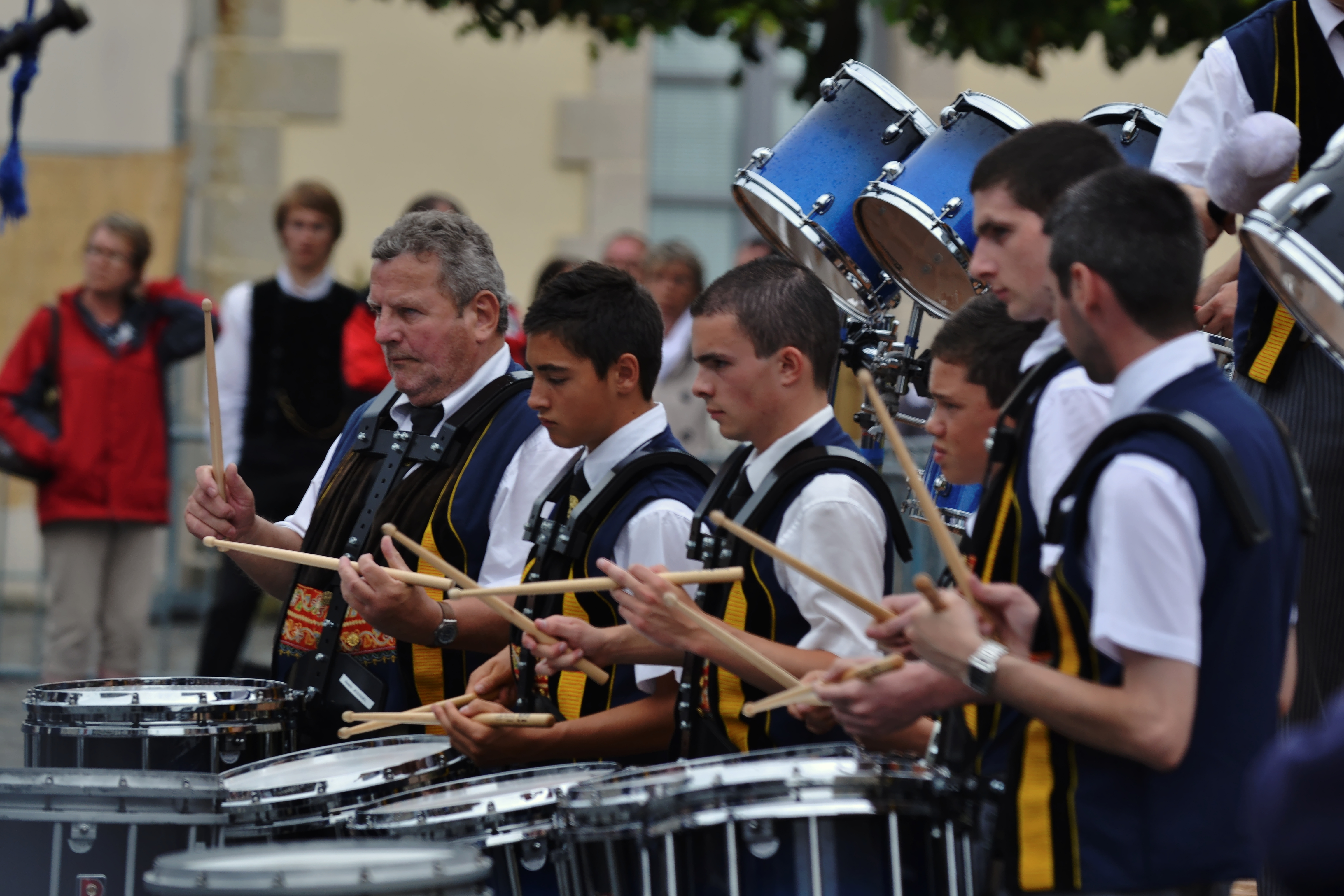
Les tambours du bagad Glazik Kemper
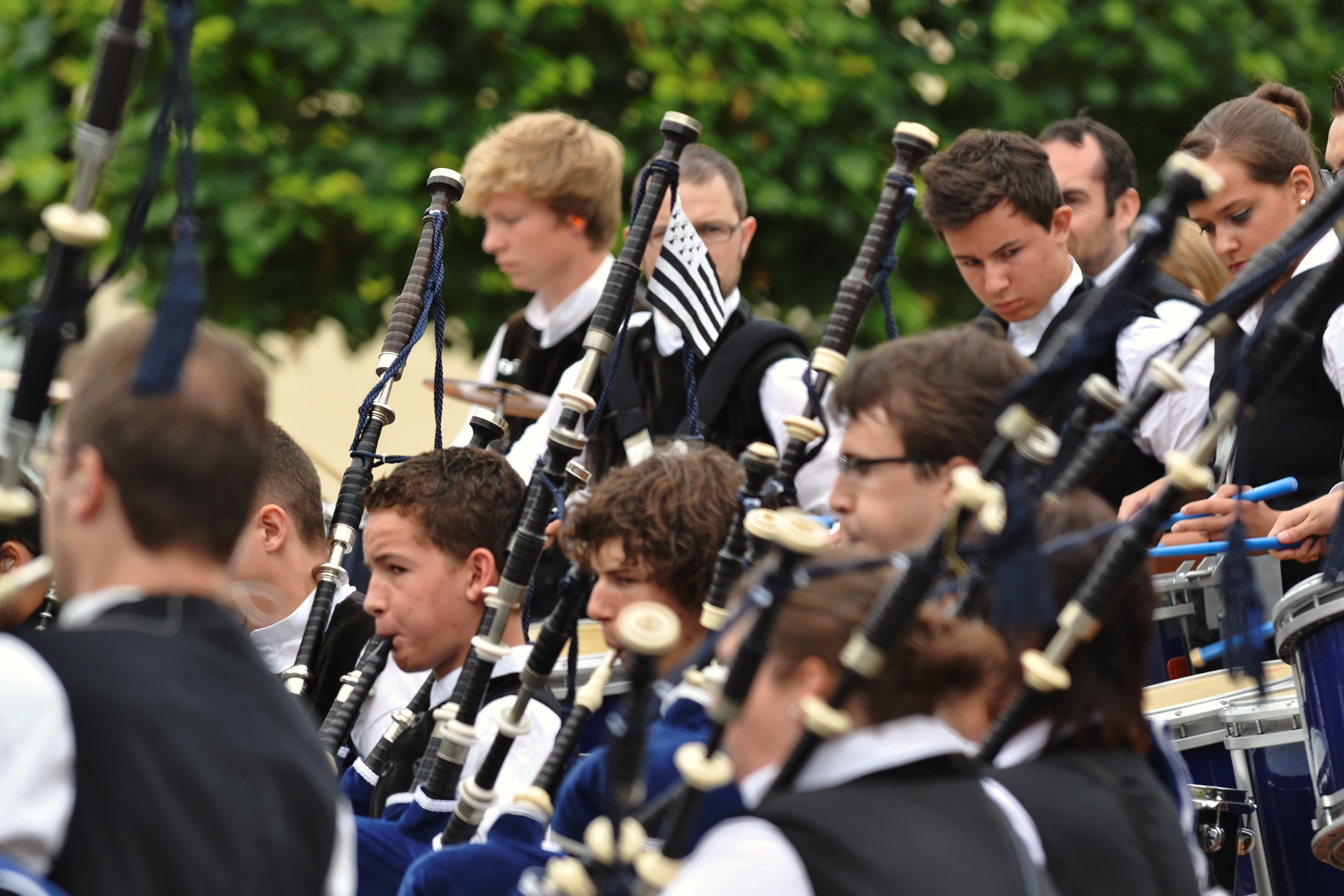
Les cornemuses du bagad Konk Kerne, vainqueur du championnat
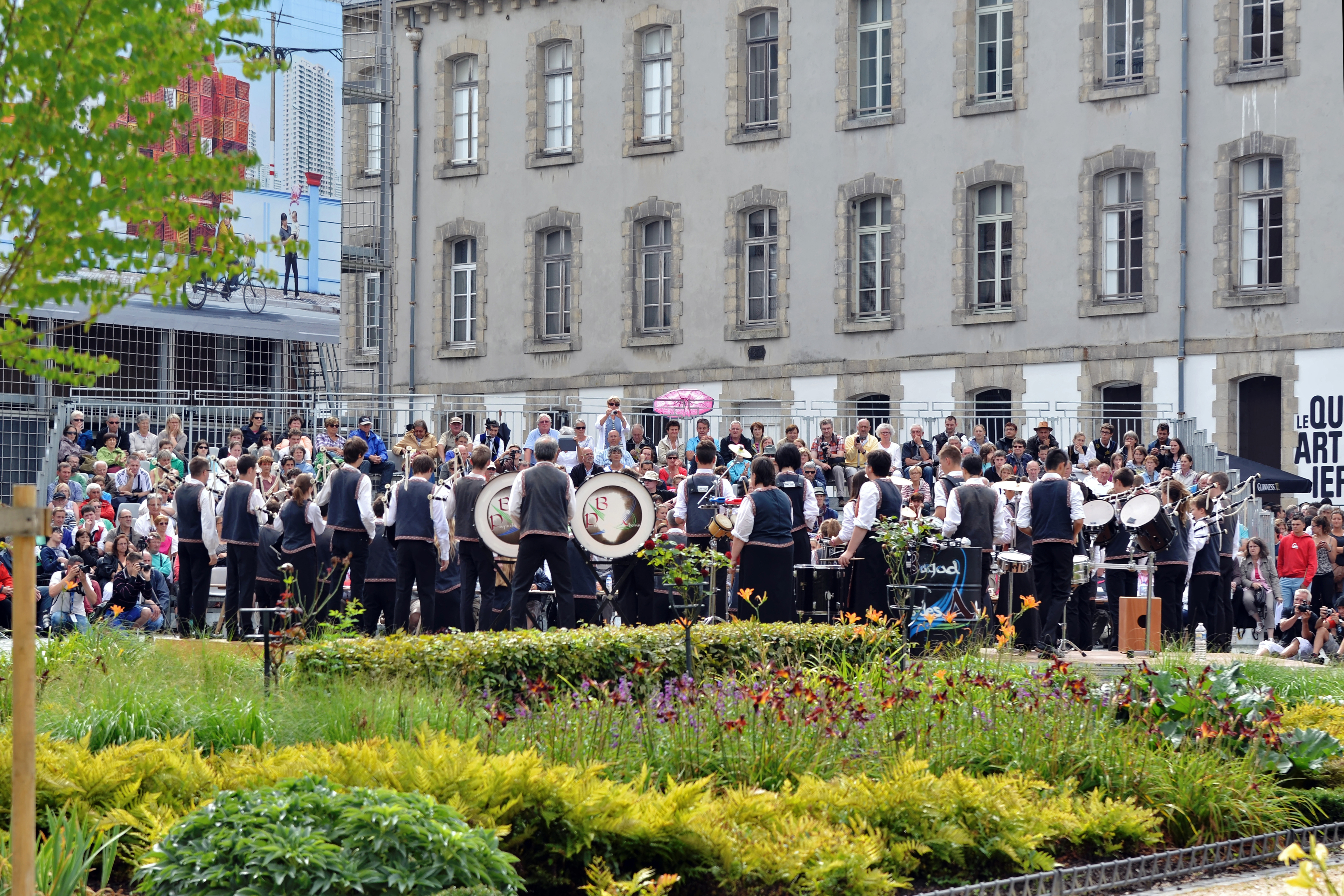
Le bagad Pays des Abers, dernier à se présenter

### Résultats
Le Bagad An Hanternoz, qui termine à la 13e place, décide de descendre, non pas en 4e catégorie, mais en 5e catégorie « afin d’intégrer pleinement les élèves en fin de formation ».

## Cinquième catégorie
Le concours se déroule de nouveau dans le cadre du festival Bagadañs à Carhaix.
Les trois groupes les mieux notés sont promus en quatrième catégorie : Spézet, Locoal-Mendon (bagadig), Fouesnant.